# Karl Weiß (Entomologe)
Karl Weiß (* 17. Juni 1924 Marktredwitz/Oberfranken; † 10. Dezember 2018 in Buckenhof bei Erlangen) war ein deutscher Insektenkundler und Imker.

## Leben
Karl Weiß, dessen Großvater und Vater bereits Imker gewesen waren, studierte Zoologie und promovierte an der Friedrich-Alexander-Universität Erlangen mit einer Arbeit zum Lernverhalten von Bienen und Wespen. Er war danach als Stipendiat an der Bayerischen Landesanstalt für Bienenzucht in Erlangen tätig. Anschließend betreute er zwei Jahre lang den Versuchsbienenstand der Obstbauversuchsanstalt in Jork. 1954 kehrte er nach Erlangen zurück und verblieb an der Landesanstalt bis zu seiner Pensionierung im Jahr 1986. Unter seiner Leitung wurde die „Erlanger Beute“ als moderne Beute für die Freiaufstellung entwickelt.
Er war Autor der Standardwerke Der Wochenend-Imker und Bienen und Bienenvölker sowie zahlreicher wissenschaftlicher Publikationen.

## Ehrungen
- Ehrenimkermeister des D.I.B. (1988)